# Ентомохорія
Ентомохорія — спосіб поширення плодів і насіння за допомогою комах, один з видів зоохорії. Найбільш розповсюдженим є поширення мурахами — мірмекохорія. Рослини привертають мурах спеціальними їстівними виростами, елайосомами.
Окрім мурах насіння поширюють і інші комахи. Зокрема показана здатність жука-восковика переносити на своїх волосках дрібне гачкувате насіння мишію кільчастого. Жуки-гнойовики переносять на великі відстані шматочки екскрементів травоїдних ссавців, що містять неперетравлене насіння злаків та інших рослин. Терміти також збирають насіння злаків, втрачаючи його частину по дорозі до гнізда. Плоди каперців трав'янистих при достиганні видають запах м'яса, що розкладається, приваблюючи справжніх ос, які забирають з собою до гнізда шматочки плодів разом з насінням.
Іноді ентомохорією називають також перенесення спор грибів комахами. Наприклад, офіостомові гриби (клас сордаріоміцети), що викликають мікози хвойних дерев, можуть переноситися жуками-вусачами та короїдами, зокрема короїди вершинний та шестизубий, лубоїд сосновий .